# Янссенс, Виктор Оноре

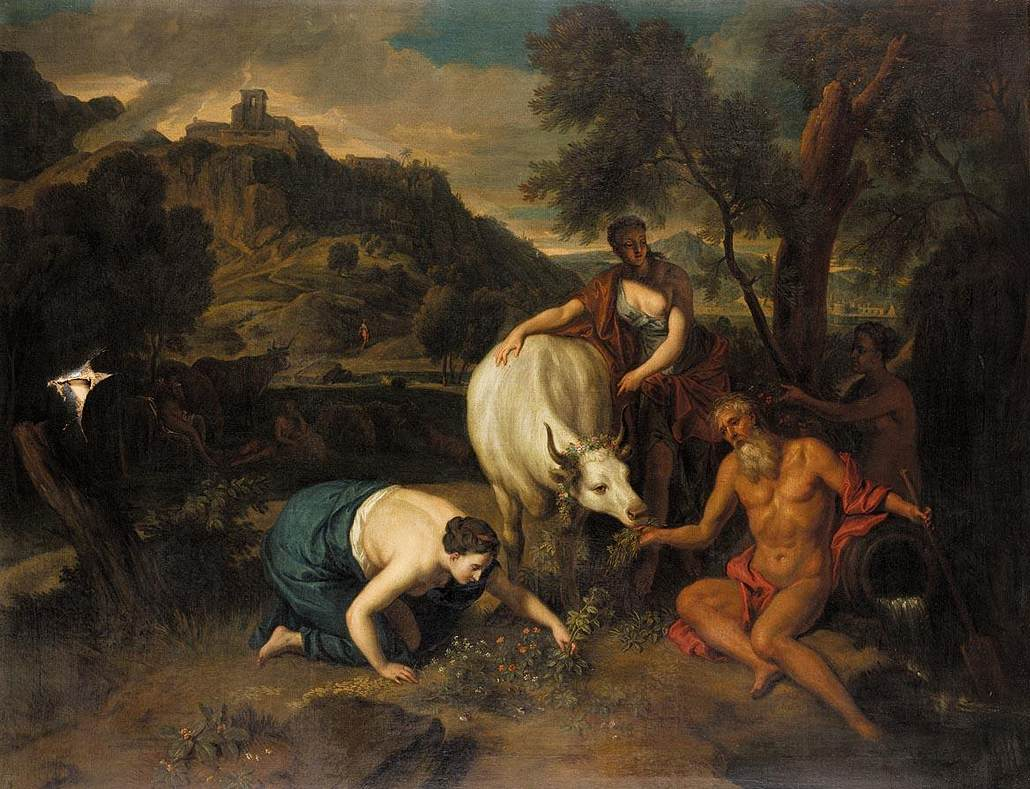
Ио, признанная отцом

Виктор Оноре Янссенс (нидерл. Victor Honoré Janssens; 11 июня 1658, Брюссель — 14 августа 1736, там же) — фламандский исторический живописец, придворный художник императора Австрии Карла VI.

## Биография

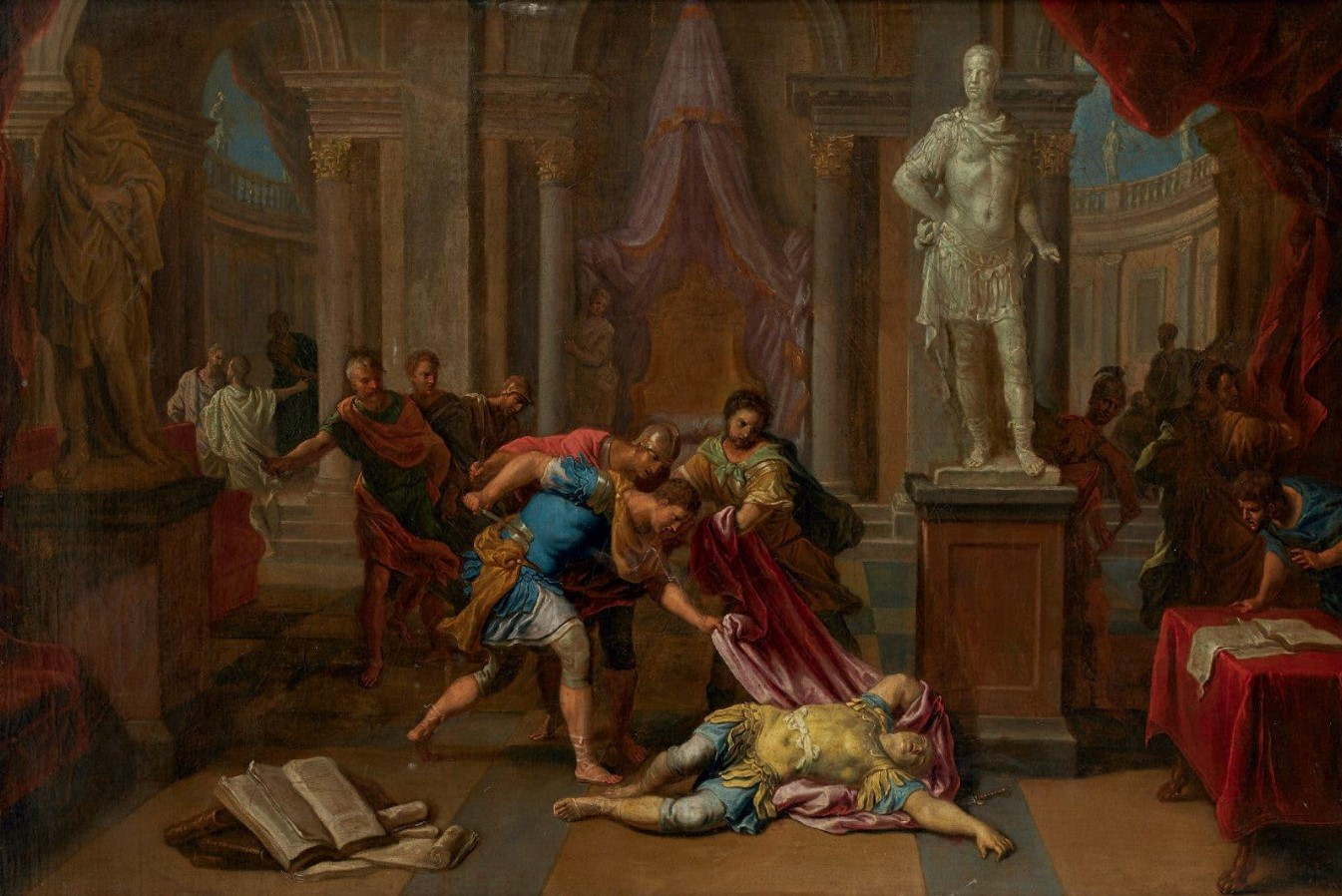
Смерть Цезаря

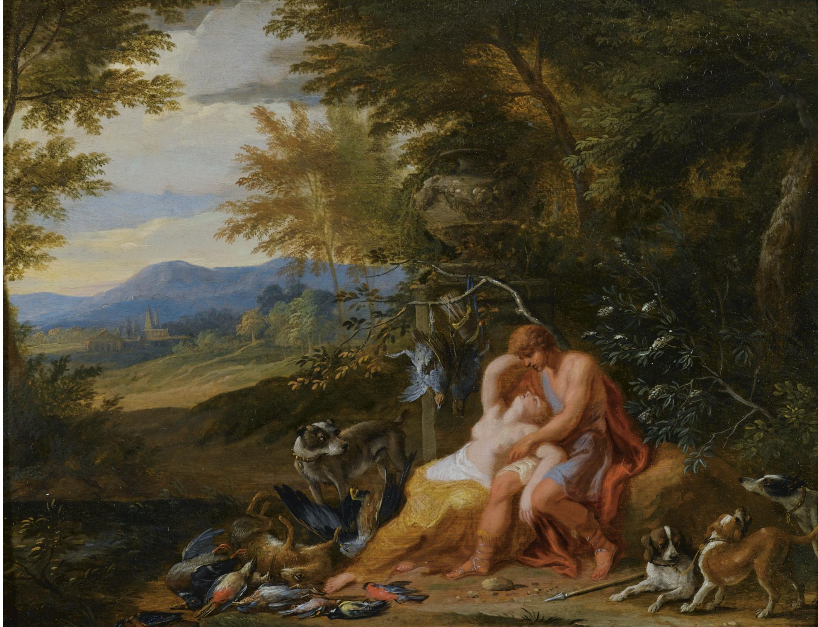
Венера и Адонис

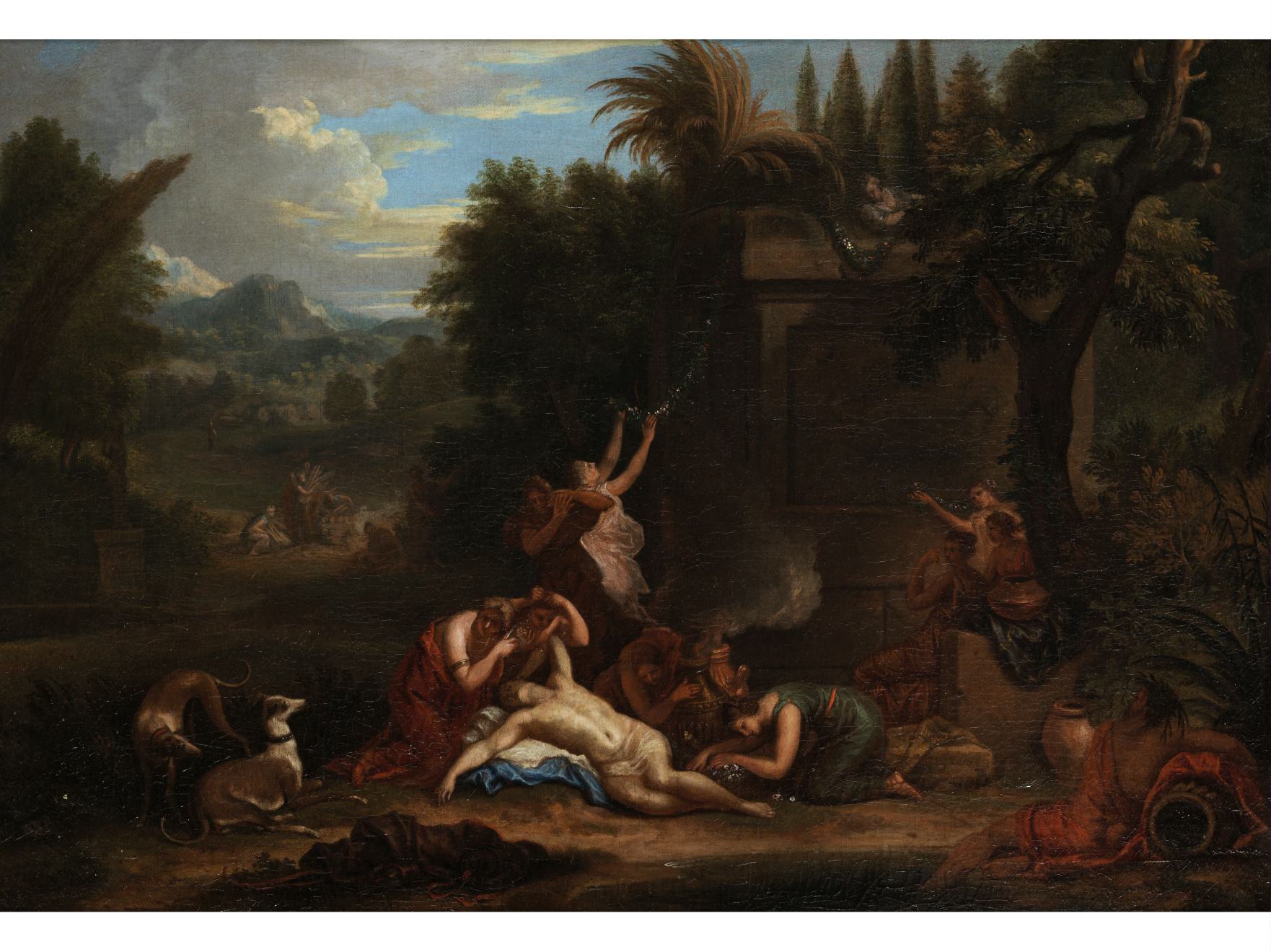
Пастух Парис преподносит золотое яблоко Афродите

Сын брюссельского портного, с детства предназначался продолжить отцовское ремесло, но страстная любовь к рисованию привлекла его в мастерскую живописца Вольдерса, под руководством которого он сделал столь быстрые успехи в искусстве, что 23-х лет от роду был принят мастером в брюссельскую гильдию художников. Вскоре после того герцог голштинский Карл Фридрих Гольштейн-Готторпский призвал его к своему двору, а через несколько лет дал ему средства отправиться для своего усовершенствования в Рим. Здесь Янссенс пробыл 11 лет, изучая и копируя произведения знаменитых мастеров, главным образом Альбани, и исполняя фигуры в пейзажах Темпесты.
После возвращения в Брюссель художник занимался созданием больших алтарных образов, несмотря на то, что они выходили у него менее удачные, чем маленькие картины. В 1718 году был приглашён в придворные живописцы австрийского императора Карла VI, провёл три года в Вене, а затем, посетив Лондон, до конца своей жизни трудился в Брюсселе.
Автор исторических, религиозных и мифологических полотен, дизайнер гобеленов. Основными работами Янссенса являются серии картин, которые он создал для брюссельской ратуши.
Автор большого количества небольших картин для офисов, чтобы прокормить свою растущую семью, ему приходилось писать более крупные и более прибыльные полотна. Его работы до сих пор хранятся во многих голландских церквях и замках.
Небольшие картины Янссенса отличаются точностью рисунка, благородством изображенных в них голов и приятностью сочетания красок, тогда как крупные картины грешат некоторой резкостью колорита. К числу наиболее удачных произведений живописца принадлежат: «Св. Карл Борромей» (в брюссельском музее), «Жертвоприношение Энея», «Драка между семью женщинами» (в гентском музее), «Дидона на постройке Карфагена» (в брюссельском музее), «Венера и Адонис» (в копенгагенском музее) и некоторые другие.